# Gałkino (Kazachstan)
Gałkino (kaz. i ros. Галкино) – wieś w Kazachstanie, w obwodzie pawłodarskim, w rejonie Szarbakty. W 2009 liczyła 1023 mieszkańców.

## Urodzeni
- Kajrat Nurpeisow